# Johann Martin May (Unternehmer)
Johann Martin May (* 11. März 1825 in Frankfurt am Main; † 20. Mai 1919 ebenda) war ein Fabrikant und Politiker der Freien Stadt Frankfurt (DemP (DVP)).

## Leben
May war der Sohn des Metzgermeisters Johann Martin May und dessen Ehefrau Maria Magdalena geborene Stromsdörfer verwitwete Hax. Er heiratete Anne Späth. Der gemeinsame Sohn Adam May (1855–1936) übernahm die Lederfabrik. Dessen Sohn Ernst May (1886–1970) wurde Architekt und Stadtplaner. 
May besuchte die Frankfurter Musterschule und machte eine Lehre als Gerber in Stuttgart und Paris. Er wurde Gerbermeister und gründete 1849 die Lederfabrik „Martin May“ in Sachsenhausen. Die Fabrik war zunächst in der Löhergasse ansässig und zog 1854 in die Darmstädter Landstraße um. 
Von 1884 bis 1886 war er Mitglied der Frankfurter Handelskammer. Daneben war er von 1871 bis 1875 Mitglied im Bezirkseisenbahnrat und Vorsitzender der Lederindustrie-Berufsgenossenschaft. Nach May ist die Martin-May-Straße in der Nähe des Lokalbahnhofs benannt.

## Politik
In der Märzrevolution 1848 war er Teilnehmer an den Straßenkämpfen um die Volksrechte in Wien. Von 1861 bis zum Ende der Freien Stadt Frankfurt 1866 gehörte er dem Gesetzgebenden Körper der Freien Stadt Frankfurt an. Von 1869 bis 1871 und erneut von 1877 bis 1908 war er Mitglied der Stadtverordnetenversammlung in Frankfurt am Main. Ab 1871 war er unbesoldeter Stadtrat in Frankfurt am Main, bis er dort 1875 wegen Differenzen mit dem Magistrat ausschied.